# Инцидент с галстуком Саакашвили
Инциде́нт с га́лстуком Саакашви́ли получил широкую известность после того, как 16 августа 2008 года телерадиокорпорация Би-би-си показала в своём эфире кадры, на которых президент Грузии Михаил Саакашвили жуёт свой галстук. Инцидент стал элементом пропаганды в сопутствовавшей войне в Грузии российской информационной войне и послужил темой для шуток.

## Ход события
16 августа корреспонденты Би-би-си готовились записать интервью с Саакашвили. Посреди рабочего процесса президенту позвонили по мобильному телефону. Саакашвили прервал беседу, при этом не попросив журналистов остановить съёмку. Камера зафиксировала президента Грузии, сидящего за рабочим столом. За его спиной были видны государственный флаг Грузии и флаг Совета Европы. В правой руке Саакашвили держал мобильный телефон, а левой рукой взял свой галстук и, видимо, забыв о включённой телекамере, стал его жевать. Кадры жующего галстук президента вышли в ближайшем выпуске новостей.

## Оценки события
По мнению российского публициста, бывшего директора Центра экстремальной журналистики Союза журналистов России Олега Панфилова, кадры Би-би-си с жующим свой галстук грузинским президентом стали «неожиданной находкой для отрицательного пиара».
28 ноября Саакашвили прокомментировал своё поведение:

Переживания за страну могут заставить съесть свой собственный галстук. Но главное, что противник получил достойный ответ и не видел нашей спины.

Саакашвили подтвердил, что часто жуёт галстук, когда нервничает.
27 сентября 2010 года (два года спустя) Саакашвили сказал:

Как я устал от истории с галстуком… Всё было так: во время войны, в самые тяжёлые дни, я находился в моём кабинете, где была установлена камера. Несколько раз в день я делал заявления в прямом эфире. Камера оказалась включённой в то время, когда не должно было быть прямого эфира. Кадр оказался на YouTube.

Политологи Марк Скоген и Майлз Дж. Смит в исследовании «Интернет как информационный ресурс в Евразии», называют поведение президента Саакашвили на видео эмоционально ошеломлённым, а сам видеоролик с жеванием галстука — актом, возмутившим грузинский народ, несмотря на его поддержку политики Саакашвили.
По мнению публициста Михаила Делягина, именно осознание того, что вместо одного-двух батальонов в Южную Осетию входят полторы российские дивизии, а военной помощи США даже не предполагается, и вызвало длительную истерику Саакашвили и жевание галстука в прямом эфире.
Профессор Дитер Боден, руководитель миссии ОБСЕ в Грузии, комментируя эпизод с жеванием галстука, заявил, что не хочет анализировать психику Саакашвили, но в то же время для него совершенно ясно, что эмоции в момент, когда началась война, конечно, были на пределе.
«Шпигель» и другие немецкие издания назвали эпизод с галстуком нервным срывом. Журнал «Русское слово» писал, что эпизод с жеванием собственного галстука в прямом эфире заставил усомниться в психической кондиции грузинского лидера.
Вахтанг Кикабидзе считает, что ничего особенного не произошло, что на этом факте «сразу начали спекулировать».
29 марта 2019 года Михаил Саакашвили в телепередаче «В гостях у Дмитрия Гордона» вновь отметил, что инцидент произошёл в момент, когда он полагал, что не находится в эфире. «…Когда человек остаётся наедине с собой, особенно в такой ситуации, как вы сказали, он может что угодно сделать».

## Популярность
Яркий образ жующего галстук президента не мог не «уйти в народ». Спустя два дня после события российская газета «Аргументы и факты» объявила о начале акции по сбору галстуков для Саакашвили, которые предполагалось передать в посольство Грузии. По мотивам события появились анекдоты, «фотожабы», пародии, вешалка для галстуков и даже обложка видеоигры «Противостояние: Принуждение к миру», изданной компанией Руссобит-М.
В ноябре 2009 года премьер-министр России Владимир Путин, находясь в Ялте на встрече с Юлией Тимошенко, посоветовал президенту Украины Виктору Ющенко беречь свой галстук от Михаила Саакашвили (президенты Украины и Грузии встречались в Киеве) и провести ужин без галстуков:

Я бы рекомендовал двум президентам лучше проводить ужин, если они будут ужинать, без галстуков. Галстуки нынче в цене. Не ровен час… вы меня понимаете…

Услышав это, стоявшая рядом Юлия Тимошенко рассмеялась. 

Владимир Владимирович, я точно без галстука могу проводить ужин!
 — сказала она.
Потом Путин добавил 

…слопает гость Ющенко его галстук.
Сам Саакашвили также несколько раз возвращался к данной теме. 22 ноября 2009 года грузинский президент заметил:

Путин обещал повесить меня за какие-то части моего тела, сейчас он говорит про мой галстук. Тут одна хорошая новость, что он поднялся немного наверх, до галстука. Так я себя чувствую спокойнее.

27 мая 2010 года Михаил Саакашвили, выступая в Батуми перед выпускниками школ, заявил:

Если где-нибудь на Чёрном море есть ещё такая красота, я могу во второй раз съесть свой галстук.

### Пародии и киноадаптации
В новогоднем выпуске программы «Мульт личности» в 2009 году, была показана анимированная версия инцидента.
Сцена присутствует в фильме «5 дней в августе» с Энди Гарсиа в главной роли. Режиссёр фильма Ренни Харлин пошутил о сходстве Энди Гарсия с президентом Грузии, потому что актёр «любит галстук вместе с горчицей».

### Съедобные галстуки
В сентябре 2011 года в Грузии в серийное производство были запущены съедобные галстуки под названием «Галстук съедобный, реформаторский». Главный ингредиент — слива ткемали, придающая продукту кисловатый вкус. В аннотации к съедобному галстуку сказано: «Съедание галстука способствует реформированию своей жизни и повышению её качества. Пробуждает аппетит к свободе и демократии. Помогает при заболеваниях авторитаризмом, советским менталитетом, нежеланием видеть соседей благополучными и счастливыми. Рекомендуется регулярное употребление до полного избавления от недугов». На презентации товара было сообщено, что Саакашвили уже получил в подарок съедобный галстук, и что «ему очень понравилась сама идея».